# معراج نامه (كتاب)
معراج نامه هي رسالة قصيرة لابن سينا. هذه الرسالة من أقل أعمال ابن سينا شُهرةً وهي تُصنف ضمن أعمال فوق الطبيعية حيث يصف فيها ابن سينا، من وجهة نظره الخاصة صعود النبي محمد إلى السماوات العليا في ليلة المعراج، كما يناقش أيضًا عوالم الجنة والنار والبرزخ وصفاتهم، والرسالة ذات طابع شيعي إذ كان هو مذهب ابن سينا.